# Авиапорт (Олёкминский район)
Авиапо́рт (якут. Авиапорт) — село в Олёкминском районе Республики Саха (Якутия) России. Входит в состав городского поселения город Олёкминск.

## География
Село находится в юго-западной части Якутии, в пределах левобережной части долины реки Лена, на расстоянии 5 км к северу от города Олёкминск, административного центра района.

### Климат
Климат характеризуется как резко континентальный. Средняя температура воздуха самого тёплого месяца (июля) составляет 18 °C; самого холодного (января) — −30 − −35 °C. Среднегодовое количество атмосферных осадков составляет 200—300 мм.

## История
Согласно Закону Республики Саха (Якутия) от 30 ноября 2004 года N 173-З N 353-III село вошло в образованное муниципальное образование Городское поселение город Олёкминск.

## Население
| 1989 | 2002 | 2010 | 2021 |
| ---- | ---- | ---- | ---- |
| 600  | ↘480 | ↘419 | ↘258 |

### Национальный состав
Согласно результатам переписи 2002 года, в национальной структуре населения русские составляли 80 % от 480 чел.

## Улицы
| - ул. Берёзовая, - пер. Взлётный, - ул. Кузьмина, | - ул. Луговой, - ул. Магистральная, - ул. Пилотная. |